# Département de Yoro
Le département de Yoro (en espagnol : Departamento de Yoro) est un des 18 départements du Honduras.

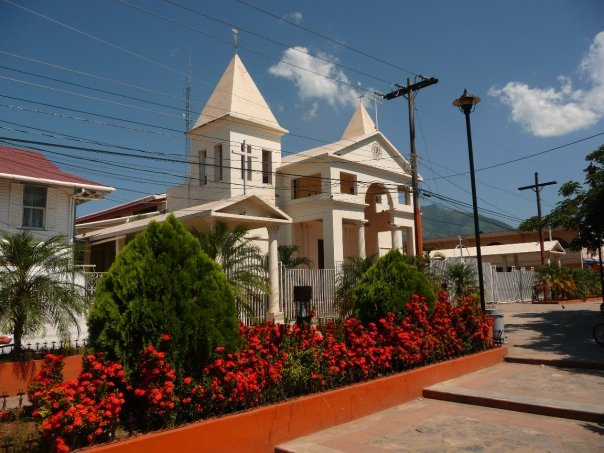

## Histoire
Le département a été créé en 1825, après l'indépendance de la république fédérale des Provinces unies d'Amérique centrale.
Deux indigènes écologistes sont assassinés en février 2019 à San Francisco de Locomapa, dans le département de Yoro,

## Géographie
Le département de Yoro est limitrophe :
- au nord, du département de Atlántida,
- à l'est, des départements de Colón et d'Olancho,
- au sud, des départements de Francisco Morazán et de Comayagua,
- à l'ouest, du département de Cortés.

Il a une superficie de 7 939 km2. Au recensement de 2013, la population du département s'élevait à 570 595 personnes.

## Subdivisions
Le département comprend 11 municipalités :
- Arenal
- El Negrito
- El Progreso
- Jocón
- Morazán
- Olanchito
- Santa Rita
- Sulaco
- Victoria
- Yorito
- Yoro